# Tayibe
Tayibe (hebreu: טייבה‎; àrab: الطيبة, aṭ-Ṭayyiba) és una ciutat àrab-israeliana del Districte Central d'Israel, 12 quilòmetres a l'est de Kfar Saba i uns 34 quilòmetres al nord-est de Tel-Aviv. Forma part de la regió del Triangle. En 2015 tenia una població de 40.941 habitants.

## Etimologia
Tayibe vol dir «la bona» o «la benvolent» en àrab. Es tracta d'un topònim bastant comú en la zona d'Orient Pròxim, com demostren les ciutats de Taybeh (prop de Ramal·lah, a Palestina), Taibe (a Galilea, Israel), at-Tayba (prop de Jenín, a Palestina), Tayibe (al Líban) i Taybat al-Imam (a Síria), entre d'altres.

## Història
Un llogaret anomenat Tayyibat al-Ism es trobava en la llista de terres concedides pel sultà Baibars als seus emirs l'any 663 de l'hègira (1265-1266 dC), uns cinc segles després de la conquesta musulmana de Palestina. Durant el domini mameluc, el nom del llogaret apareixia en els documents oficials en relació al waqf de la mesquita d'Hebron.

### Època otomana
Durant l'època de domini otomà a Palestina, el registre d'impostos (daftar) de 1596 mostra que el llogaret es trobava sota l'administració de la nàhiya de Bani Sab. Comptava amb una població de 50 famílies (khana) i 5 solters, tots ells musulmans, que pagaven impostos pel blat, l'ordi, els cultius d'estiu (en els quals s'incloïa melons, mongetes i verdures entre d'altres), oliveres, ruscs i cabres. Pierre Jacotin va anomenar al llogaret Taibeh en el seu mapa de 1799.
L'explorador francès Victor Guérin la va citar com un llogaret al sud de Fardisya, mentre que l'Estudi de Palestina Occidental de finals del segle xix va descriure a Tayibe com «un gran llogaret dispers al final d'una costa, principalment construïda de pedra. Té cisternes que la proveeixen d'aigua i està envoltada d'oliveres.»

### Mandat Britànic de Palestina
En el cens de Palestina de 1922, Tayibe apareixia amb el nom de Taibeh i tenia 2.350 habitants, tots ells musulmans, que es va incrementar fins als 2.944 habitants del cens de 1931, encara tots musulmans, que vivien en 658 cases. Pot ser que el recompte inclogués a dues tribus beduïnes properes.
El 1945 la població era de 4.290 habitants, tots ells musulmans, amb una superfície total de 32.750 dúnams (32,75 quilòmetres quadrats), segons un estudi oficial de terra i població que incloïa algunes comunitats àrabs properes. D'aquests dúnams, 559 estaven dedicades al cultiu de cítrics i bananes, 3.180 eren plantacions i terra irrigable, 23.460 s'usaven per conrear cereals i, finalment, 281 estaven classificats com a sòl urbanitzable.

### Estat d'Israel
Les forces israelianes van capturar les terres de Tayibe durant la guerra àrab-israeliana de 1948, encara que no la ciutat en si. Tayibe es va transferir a Israel com a part de l'acord d'alto-el-foc amb Jordània. Segons David Gilmour, «els habitants es van enfurismar per la facilitat amb què Abdullah I de Jordània els va lliurar a Israel, però els va tranquil·litzar saber que el seu llogaret i les seves terres es reunificarían. No obstant això, la Llei d'Adquisició de la Propietat Absent, que va ser aprovada pel Knéset el 1950 amb valor retroactiu, estava especialment dissenyada per ocupar-se de casos com aquest. Encara que no s'havien mogut del seu llogaret, els habitants van ser declarats “absents” i les seves terres “propietat abandonada”. Segons els habitants de Tayibe, van perdre unes 3.237,48 hectàrees de les 4.451,54 que conformaven la superfície municipal.» Tayibe va aconseguir l'estatus de municipi el 1952, i el 1990 va ser declarada ciutat.

## Demografia
Segons l'Oficina Central d'Estadístiques d'Israel (OCEI), la composició ètnica de la ciutat en 2001 era 100% àrab i 99,7% musulmana. En 2001 hi havia 15.100 homes i 14.500 dones. El 47,5% de la població era menor de 20 anys, el 17,4% es trobava entre els 20 i els 29 anys, el 20,3% estava a la franja d'edat entre 30 i 44 anys, el 9,6% era major de 44 i menor de 60, el 2% es trobava entre els 60 i els 64, i el 3,3% tenia més de 64 anys. La taxa de creixement de la població el 2001 era del 3,2%. En 2008 tenia una població de 35.700 habitants, que va créixer el 2011 fins als 38.575 habitants, mentre que la seva població estimada per 2014 era de 40.200 habitants. La població de Tayibe, una de les ciutats àrabs més grans i desenvolupades d'Israel, està formada per unes 20 grans famílies, totes elles musulmanes.

## Política
La composició ètnica gairebé absolutament àrab de Tayibe influeix notablement en les seves eleccions polítiques, amb una clara tendència del vot cap als partits àrab-israelians. En les eleccions de 2013, la Llista Àrab Unida va aconseguir el 56,58% dels vots, seguida del partit àrab comunista Jadash, amb un 22,28%. D'un total de 13.950 vots emesos, tan sols 22 persones van votar pel Likkud i 19 per la Casa Jueva. En les eleccions de 2015, l'alta participació de l'electorat (un 74% dels votants censats van acudir a les urnes) i la unió de quatre partits àrabs en una sola candidatura anomenada Llista Conjunta li va donar a aquest partit el 95,6% dels vots de Tayibe, seguida per Nou Moviment - Mérets amb un 1,7%, la Unió Sionista amb un 0,9% i el Likkud amb un 0,3%. La resta de partits van obtenir un percentatge de vots igual o menor al 0,1%.

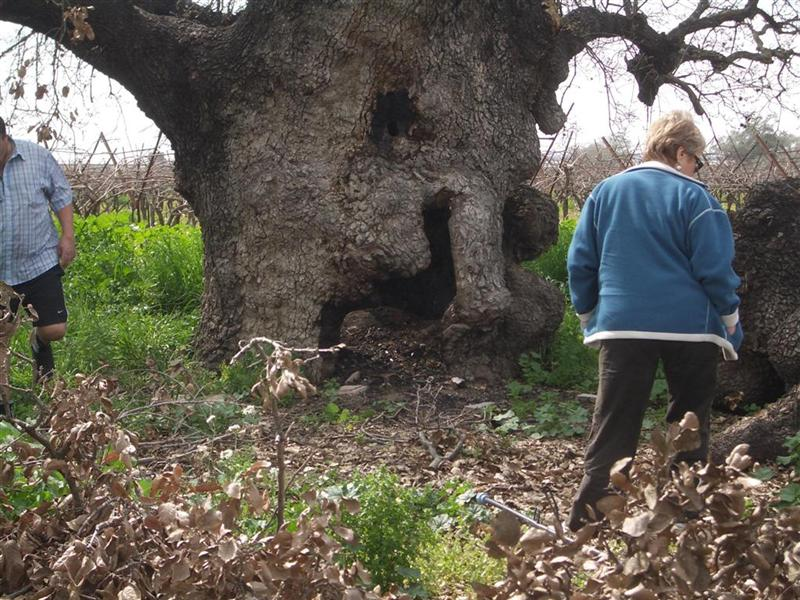
Roure de Tayibe

## Llocs d'interès
A Tayibe es troba un antic roure que ha estat declarat el més gran d'Israel, amb un tronc la circumferència del qual mesura 690 centímetres. Segons una llegenda local, hi ha un àngel que protegeix a l'arbre de qualsevol mal que se li faci. Es diu que té 1.400 anys d'antiguitat, quelcom que no s'ha demostrat científicament.
El 24 d'octubre de 2012 va obrir les portes el Centre Espacial de Tayibe, que està dedicat a la memòria de l'astronauta israelià Ilan Ramon.

## Planificació urbana
Els habitants de Tayibe han protestat en reiterades ocasions per les dificultats a l'hora de construir nous habitatges i per les demolicions d'aquelles que es construeixen sense permís. L'11 de gener de 2017 es va iniciar una vaga general en les localitats àrabs d'Israel com a protesta per la demolició de nou cases a la ciutat veïna de Qalansawe. El batlle municipal de Tayibe, Shuaa Masarwa Mansur, va animar als habitants de Tayibe a sumar-se a la vaga declarantː "És hora que la nostra veu arribi al govern israelià. Cal regular el pla, que ha estat dissenyat per permetre construir a les famílies". Un any abans, el 24 de gener de 2016, ja havien tingut lloc una sèrie d'aldarulls a Tayibe amb motiu de l'ordre de demolició d'un edifici de la localitat.

## Educació i cultura

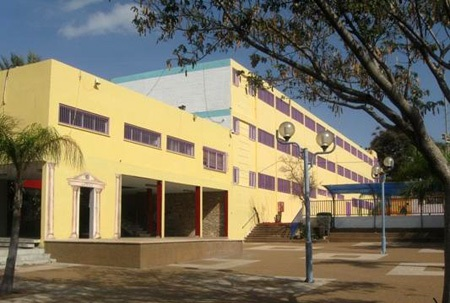
Institut Amal, a Tayibe

En 2001 hi havia 13 escoles amb un total de 6.970 alumnes: 9 escoles de primària amb 3.984 alumnes i 4 instituts de secundària amb 2.986 alumnes.
Des de 2006 s'ha desenvolupat a Tayibe un projecte de potenciació educativa per reduir la taxa de fracàs escolar dels estudiants beduïns. Aquests alumnes reben ajuda extra en àrab, hebreu, anglès i matemàtiques, així com tallers especials d'enriquiment en comunicació i en interacció. L'èxit d'aquest projecte ha fet que es decideixi expandir-ho a la ciutat de Qalansawe i altres llogarets àrabs de la zona.
L'organització Dones de Tayibe contra la Violència es va crear per lluitar contra la violència de gènere en la comunitat. L'organització ofereix seminaris i tallers que augmenten el coneixement de les dones sobre els seus propis drets, alhora que les ajuda a trobar feina.

## Esports
El Hapoel Tayibe va ser el primer equip àrab-israelià a jugar en la Premier League israeliana, durant la temporada 1996-97. No obstant això, després de comptar amb tres entrenadors i 36 jugadors durant la temporada, l'equip va acabar la temporada amb tan sols 15 punts i va tornar a descendir per acabar desapareixent. Un jugador de l'equip, el davanter Wahib Jabara, va morir d'una aturada cardíaca durant un partit contra el Bnei Yehuda en abril de 2017.

## Habitants importants
- Senan Abdelqader, arquitecte.[21]
- Hussniya Jabara, diputada de Meretz.[22]
- Kais Nashef, actor.
- Mahmud a-Nashaf, diputat.[23]
- Ahmad Tibi, diputat de la Llista Conjunta[24]
- Walid Haj Yahia, diputat del Nou Moviment - Mérets.